# Chaparral, Tolima
Chaparral là một khu tự quản thuộc tỉnh Tolima, Colombia. Thủ phủ của khu tự quản Chaparral đóng tại Chaparral Khu tự quản Chaparral có diện tích 2124 ki lô mét vuông. Đến thời điểm ngày 28 tháng 5 năm 2005, khu tự quản Chaparral có dân số 40880 người.